# ديجان بوديروغا
ديجان بوديروغا (بالصربية: Дејан Бодирога)‏ مواليد 2 مارس 1973 في جمهورية صربيا الاشتراكية، جمهورية يوغوسلافيا الاشتراكية الاتحادية، هو لاعب كرة سلة صربي سابق بدأ مسيرته الاحترافية في سنة 1989. يبلغ طوله 6 قدم 8 3⁄4 بوصة (2.1 م). مثّل منتخب بلاده. شارك في مسابقة كرة السلة في الألعاب الأولمبية الصيفية. اعتزل اللعب في 2007.

## فرق لعب لها
- أولمبيا ميلانو
- ريال مدريد بالونكيستو
- نادي برشلونة لكرة السلة
- فيرتوس روما

## الميداليات
| الميدالية | المسابقة                         |
| --------- | -------------------------------- |
| ذهبية     | بطولة كأس العالم لكرة السلة 1998 |
| ذهبية     | بطولة كأس العالم لكرة السلة 2002 |
| ذهبية     | بطولة أمم أوروبا لكرة السلة 1995 |
| ذهبية     | بطولة أمم أوروبا لكرة السلة 1997 |
| برونزية   | بطولة أمم أوروبا لكرة السلة 1999 |
| ذهبية     | بطولة أمم أوروبا لكرة السلة 2001 |

## روابط خارجية
- ديجان بوديروغا على موقع الاتحاد الدولي لكرة السلة (الإنجليزية)
- ديجان بوديروغا على موقع الدوري الأوروبي لكرة السلة (الإنجليزية)
- ديجان بوديروغا على موقع سبورتس رفرنس (الإنجليزية)
- ديجان بوديروغا على موقع الدوري الإسباني لكرة السلة (الإسبانية)
- ديجان بوديروغا على موقع كرة السلة الأوروبية.كوم (الإنجليزية)
- ديجان بوديروغا على موقع ريلجم (الإنجليزية)
- ديجان بوديروغا على موقع بروبوليرز (الإنجليزية)
- ديجان بوديروغا على موقع سبورتس رفرنس (الإنجليزية)
- ديجان بوديروغا على موقع اللجنة الأولمبية الدولية (الإنجليزية)
- ديجان بوديروغا على موقع أوليمبيديا (الإنجليزية)